# Jerzy Brunner (lekkoatleta)
Jerzy Brunner (ur. 8 czerwca 1959 we Wrocławiu) – polski lekkoatleta, sprinter, medalista halowych mistrzostw Polski, reprezentant Polski.

## Kariera sportowa
Był zawodnikiem Burzy Wrocław (1975-1980) i AZS-AWF Wrocław (1981-1982).
W 1980 i 1981 zdobył halowe wicemistrzostwo Polski seniorów w biegu na 60 metrów. Na mistrzostwach Polski seniorów na otwartym stadionie najbliżej podium był w 1979, zajmując 5. miejsce w biegu na 100 metrów. 
W 1980 reprezentował Polskę w dwóch meczach międzypaństwowych. Dwukrotnie wystąpił w halowych mistrzostwach Europy, w 1980 odpadł w półfinale biegu na 60 metrów, z wynikiem 6,78, w 1981 odpadł w półfinale biegu na 50 metrów, z wynikiem 5,89. Startował także w reprezentacji Europy na zawodach Pucharu świata w 1979, zajmując 3. miejsce w sztafecie 4 x 100 metrów (z Marianem Woroninem, Leszkiem Duneckim i Zenonem Licznerskim), z wynikiem 38,85.
Był rezerwowym polskiej sztafety 4 x 100 metrów na Igrzyskach Olimpijskich w Moskwie (1980).
Rekord życiowy na 100 metrów: 10,46 (13.06.1980), na 60 metrów w hali: 6,73 (16.02.1980).